# Hàng Buồm (phường)
Hàng Buồm là một phường thuộc quận Hoàn Kiếm, thành phố Hà Nội, Việt Nam.
Phường Hàng Buồm có diện tích 0,12 km², dân số năm 2022 là 7.620 người, mật độ dân số đạt 63.500 người/km².